# Championnat de Yougoslavie de football 1968-1969
Navigation
Saison précédente Saison suivante
La saison 1968-1969 du Championnat de Yougoslavie de football est la quarantième édition du championnat de première division en Yougoslavie. Les dix-huit meilleurs clubs du pays prennent part à la compétition et sont regroupées en une poule unique où chaque formation affronte deux fois ses adversaires, à domicile et à l'extérieur. En fin de saison, les deux derniers du classement sont relégués et remplacés par les deux meilleures équipes de deuxième division.
C'est le club du FK Étoile rouge de Belgrade, tenant du titre, qui remporte à nouveau la compétition, en terminant en tête du classement final, avec trois points d'avance sur le Dinamo Zagreb et huit sur le FK Partizan Belgrade. C'est le 9e titre de champion de Yougoslavie de l'histoire du club.

## Les clubs participants
| - Partizan Belgrade - Dinamo Zagreb - FK Étoile rouge de Belgrade - Hajduk Split - FK Vojvodina Novi Sad - NK Rijeka - FK Radnicki Nis - NK Maribor - FK Bor - Promu de D2 | - Velez Mostar - NK Zagreb - OFK Belgrade - FK Vardar Skopje - FK Sarajevo - FK Zeljeznicar Sarajevo - Proleter Zrenjanin - NK Celik Zenica - Promu de D2 - Olimpija Ljubljana |

## Compétition

### Classement
Le classement est effectué en utilisant le barème classique (victoire à 2 points, match nul un point, défaite zéro point).
| Rang | Équipe                          | Pts | J  | G  | N  | P  | Bp | Bc | Diff |
| ---- | ------------------------------- | --- | -- | -- | -- | -- | -- | -- | ---- |
| 1    | FK Étoile rouge de Belgrade (T) | 48  | 34 | 18 | 12 | 4  | 75 | 30 | +45  |
| 2    | Dinamo Zagreb (C)               | 45  | 30 | 20 | 5  | 9  | 75 | 33 | +42  |
| 3    | FK Partizan Belgrade            | 40  | 34 | 13 | 14 | 7  | 55 | 40 | +15  |
| 4    | FK Vojvodina Novi Sad           | 39  | 34 | 15 | 9  | 10 | 42 | 44 | -2   |
| 5    | Zeljeznicar Sarajevo            | 38  | 34 | 15 | 8  | 11 | 51 | 38 | +13  |
| 6    | Hajduk Split                    | 38  | 34 | 11 | 16 | 7  | 47 | 38 | +9   |
| 7    | FK Radnicki Nis                 | 34  | 34 | 12 | 10 | 12 | 35 | 36 | -1   |
| 8    | FK Velez Mostar                 | 34  | 34 | 9  | 16 | 9  | 41 | 45 | -4   |
| 9    | NK Celik Zenica (P)             | 33  | 34 | 11 | 11 | 12 | 42 | 41 | +1   |
| 10   | FK Vardar Skopje                | 33  | 34 | 12 | 9  | 13 | 37 | 36 | +1   |
| 11   | FK Sarajevo                     | 33  | 34 | 10 | 13 | 11 | 38 | 44 | -6   |
| 12   | Olimpija Ljubljana              | 33  | 34 | 11 | 11 | 12 | 32 | 41 | -9   |
| 13   | FK Bor (P)                      | 31  | 34 | 9  | 13 | 12 | 35 | 46 | -11  |
| 14   | OFK Belgrade                    | 30  | 34 | 13 | 4  | 17 | 43 | 52 | -9   |
| 15   | NK Zagreb                       | 29  | 34 | 11 | 7  | 16 | 41 | 59 | -18  |
| 16   | NK Maribor                      | 28  | 34 | 7  | 14 | 13 | 33 | 57 | -24  |
| 17   | NK Rijeka                       | 23  | 34 | 9  | 5  | 20 | 31 | 52 | -21  |
| 18   | Proleter Zrenjanin              | 23  | 34 | 7  | 9  | 18 | 24 | 45 | -21  |

|  | Qualification pour la Coupe d'Europe des clubs champions 1969-1970                                |
|  | Qualification pour la Coupe des Coupes 1969-1970 et la Coupe des villes de foires 1969-1970       |
|  | Qualification pour la Coupe des villes de foires 1969-1970                                        |
|  | Qualification pour la Coupe Mitropa 1969-1970                                                     |
|  | Relégation directe en deuxième division                                                           |
|  | (T) : Tenant du titre (C) : Vainqueur de la Coupe de Yougoslavie (P) : Promu de deuxième division |

## Bilan de la saison
| Championnat de Yougoslavie de football 1968-1969                        |                                        |
| Champion                                                                | FK Étoile rouge de Belgrade (9e titre) |
| Coupes et trophées                                                      |                                        |
| Vainqueur de la Coupe de Yougoslavie 1968-1969                          | Dinamo Zagreb                          |
| Qualifications continentales                                            |                                        |
| Coupe d'Europe des clubs champions 1969-1970                            | FK Étoile rouge de Belgrade            |
| Coupe des Coupes 1969-1970                                              | Dinamo Zagreb                          |
| Coupe des villes de foires 1969-1970                                    | Dinamo Zagreb                          |
| Coupe des villes de foires 1969-1970                                    | FK Vojvodina Novi Sad                  |
| Coupe des villes de foires 1969-1970                                    | FK Partizan Belgrade                   |
| Coupe Mitropa 1969-1970                                                 | FK Vardar Skopje                       |
| Coupe Mitropa 1969-1970                                                 | Hajduk Split                           |
| Coupe Mitropa 1969-1970                                                 | FK Radnički Kragujevac (D2)            |
| Promotions et relégations                                               |                                        |
| Promus en Prva Liga                                                     | FK Radnički Kragujevac                 |
| Promus en Prva Liga                                                     | FK Sloboda Tuzla                       |
| Relégués en Championnat de Yougoslavie de football de deuxième division | NK Rijeka                              |
| Relégués en Championnat de Yougoslavie de football de deuxième division | Proleter Zrenjanin                     |